# Ізток Чоп
Ізток Чоп  (словен. Iztok Čop; нар. 17 червня 1972, Крань) — словенський веслувальник, олімпійський чемпіон.

## Біографія
Чоп народився в місті Крань, СР Словенія, і почав займатися веслуванням у віці 13 років у Бледі, де знаходиться найкращий веслувальний клуб Словенії.
Спочатку веслуючи в парі-двійці, Чоп посів друге місце на чемпіонаті світу в 1991 році, а в 1992 році разом з Денісом Жвегелем виграв бронзу на Олімпійських іграх в Барселоні (перша олімпійська медаль для незалежної Словенії). Потім він переключився на одиночку, вигравши золото на чемпіонаті світу 1995 року, але став четвертим на Олімпійських іграх в Атланті в 1996 році. Потім разом з Лукою Шпіком він перейшов на чоловічі двомісні човни і виграв чемпіонат світу 1999 року, а також золото на Олімпійських іграх у Сіднеї в 2000 році, що стало першою олімпійською золотою медаллю для Словенії після здобуття нею незалежності.
Шпік і Чоп були фаворитами на повторення перемоги в чоловічих двійках на Олімпійських іграх 2004 року, але фінішували срібними призерами.
Шпік і Чоп не були фаворитами на Літніх Олімпійських іграх 2012 року, але завдяки сильному виступу у півфіналі вони стали претендентами на медаль. Вирвавшись уперед і утримуючи лідерство майже до позначки 1500 м, вони поступилися італійцям і новозеландцям, які пізніше стали переможцями. Вони фінішували на третій позиції, принісши Словенії другу медаль на Олімпіаді після того, як Уршка Жолнір завоювала золото двома днями раніше.
У 2008 році Чоп став четвертим словенцем, який брав участь у п'яти Олімпійських іграх, після стрільця Раймонда Дебевца (вісім Олімпіад) у 2000 році, біатлоніста/лижника Сашо Грайфа у 2002 році та біатлоніста Янеза Ожболта у 2006 році.
Чоп живе в Радовліці з дружиною Петрою та доньками Рубі і Амбер.

## Виступи на Олімпіадах
| Олімпіада      | Дисципліна                     | Місце |
| -------------- | ------------------------------ | ----- |
| Барселона 1992 | двійка розпашна без стернового | 3     |
| Атланта 1996   | одиночка                       | 4     |
| Сідней 2000    | двійка парна                   | 1     |
| Афіни 2004     | двійка парна                   | 2     |
| Пекін 2008     | двійка парна                   | 6     |
| Лондон 2012    | двійка парна                   | 3     |